# کیم هیون سو
این یک نام کره‌ای است؛ نام خانوادگی کیم است.
کیم هیونسو ((به کره‌ای: 김현수)؛ زادهٔ ۲۳ ژوئن ۲۰۰۰) بازیگر اهل کره جنوبی است. او اغلب در نقش جوانی شخصیت‌های اصلی مجموعه‌های تلویزیونی مانند ماسک عروس و تو از ستاره‌ها اومدی ایفای نقش کرده‌است. نقش قابل توجه کیم، نقش به رو نا در مجموعه تلویزیونی پنت‌هاوس: جنگ در زندگی است.